# Alva Bratt
Alva Leia Bratt, född 28 september 1998 i Engelbrekts församling, Stockholm, är en svensk skådespelare.

## Biografi
Alva Bratt är uppvuxen i Stockholm och är dotter till formgivarna Cajsa Bratt och Pontus Frankenstein. Hon gick 2017 ut teaterlinjen på Södra Latin. 2019 filmdebuterade hon i den ledande rollen som Felicia Kroon i SVT-serien Eagles och gjorde även mindre roller i serierna Störst av allt och Tjockare än vatten. 2021 spelade hon den framträdande rollen som Caroline i Viaplays serie Zebrarummet samt gav röst åt Lena Nyman i dokumentären Lena.
Hon är även verksam som fotomodell. 2020 nominerades hon till Stockholms filmfestivals utmärkelse Rising Star.

## Filmografi

### Film
| År   | Titel          | Roll      | Anteckningar         |
| ---- | -------------- | --------- | -------------------- |
| 2021 | Lena           | Sig själv | Röstroll, dokumentär |
| 2024 | En del av dig  | Esther    |                      |
| 2025 | The Dance Club | TBA       | I produktion         |

### TV
| År        | Titel                    | Roll                  | Anteckningar                 |
| --------- | ------------------------ | --------------------- | ---------------------------- |
| 2019      | Störst av allt           | Mela                  | Avsnitt: "Maja", okrediterad |
| 2019–2022 | Eagles                   | Felicia Kroon         | Huvudroll                    |
| 2020      | Tjockare än vatten       | Kims vän              | Avsnitt: "Ön", okrediterad   |
| 2021      | Zebrarummet              | Caroline              | Huvudroll                    |
| 2021      | Lasse-Majas detektivbyrå | Jenny                 | Biroll i säsong 2            |
| 2022      | Vuxna människor          | Nadja                 |                              |
| 2022      | Kronprinsen som försvann | Augustina Gyllencrona | Stor biroll                  |
| 2023–     | Barracuda Queens         | Lollo Millkvist       | Huvudroll                    |